# Секст Помпей (претор)
Секст Помпей (лат. Sextus Pompeius; погиб в 118/117 году до н. э., Македония) — римский политический деятель и военачальник из плебейского рода Помпеев, предположительно претор в 119 году до н. э. Управлял провинцией Македония, погиб в бою с кельтами. Его сыном был Гней Помпей Страбон, внуком — Гней Помпей Магн.

## Биография
Секст Помпей принадлежал к плебейскому роду Помпеев, представители которого упоминаются в источниках, начиная со II века до н. э. Номен Pompeius явно имеет то же происхождение, что и топоним Помпеи в Кампании, но о какой-либо связи Помпеев с городом, находившимся в окрестностях Везувия, ничего не известно.
Сохранилось совсем немного данных о Сексте Помпее. В 118 году до н. э. он управлял римской провинцией Македония, где боролся с набегами кельтских племён (предположительно речь идёт о скордисках). В одном из сражений, либо поздней осенью 118 года, либо в начале 117, Секст погиб. Учитывая его назначение в Македонию, антиковеды полагают, что в 119 году до н. э. Помпей занимал должность претора.